# Alexandre Blacque
Alexandre Blacque est un journaliste français, né à Paris le 13 août 1794 et mort à Malte le 21 mai 1836.

## Biographie
Alexandre Blacque est le fils d'un avocat, Edme Jean Blacque. Sa sœur épousera Jérôme Isaac Méchain.
Il s'est voué toute sa vie à la civilisation de l'Empire ottoman pour arrêter la marche des Russes vers les Dardanelles. Il fonde ainsi le Courrier de Smyrne et le Moniteur ottoman qui encouragent la résistance du sultan Mahmoud et de son ministre Kosrew Pacha à l'envahissement de la Russie.
Le gouvernement turc donnera à sa mort une pension à sa veuve et prendra en charge les dépenses d’éducation de son fils.